# Liste des maires de Brioude
La liste des maires de Brioude présente la liste des maires de la commune française de Brioude, située dans le département de la Haute-Loire en région Auvergne-Rhône-Alpes (Auvergne jusqu'en 2015).

## L'Hôtel de ville

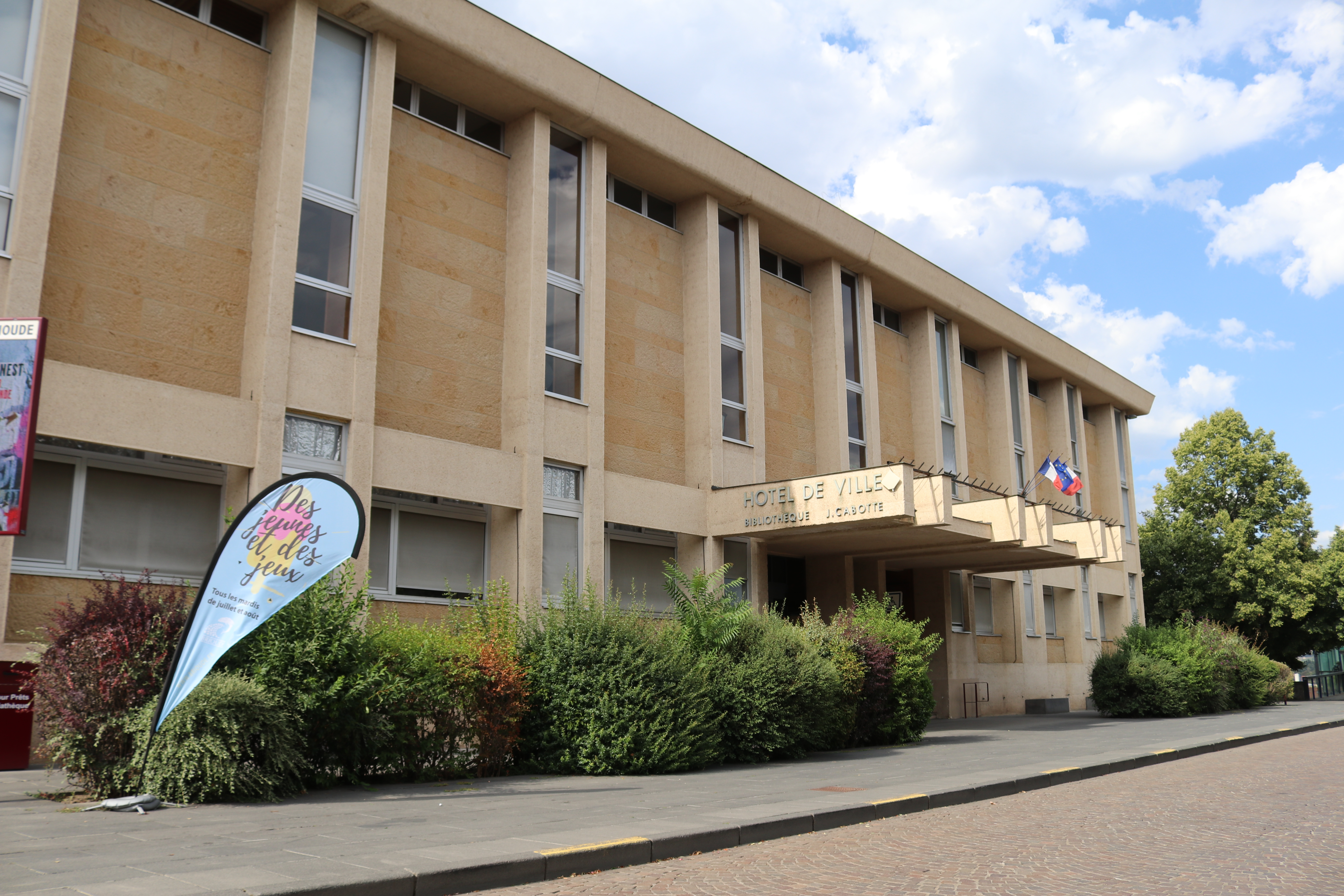
L'hôtel de ville de Brioude en 2023.

## Liste des maires

### Entre 1789 et 1944
| Période        | Période        | Identité                                     | Étiquette   | Qualité |
| -------------- | -------------- | -------------------------------------------- | ----------- | --- |
| juillet 1789   | décembre 1792  | M. Belamy-Dubreuil                           |             | Ancien lieutenant au régiment de Beauvoisis |
| décembre 1792  | novembre 1793  | Jean Gueyffier-Longpré                       |             | |
| novembre 1793  | novembre 1795  | André Bonne                                  |             | |
| novembre 1795  | décembre 1795  | Jean Croze-Montfleury                        |             | |
| décembre 1795  | avril 1798     | Gabriel Belmont                              |             | |
| avril 1798     | avril 1799     | Barthélemy Grenier                           |             | |
| avril 1799     | septembre 1799 | Claude Salveton                              |             | |
| septembre 1799 | juin 1800      | Jean Gueyffier-Longpré                       |             | |
| juin 1800      | juillet 1800   | Pierre Dalbine                               |             | |
| juillet 1800   | septembre 1807 | Jean Croze-Montfleury                        |             | |
| septembre 1807 | décembre 1808  | Julien Dejax                                 |             | Avocat |
| décembre 1808  | février 1816   | Eugène Martinon de Saint-Ferréol             |             | |
| février 1816   | août 1823      | Jean-François Gueyffier-Talairat             |             | |
| août 1823      | août 1830      | Jean-Baptiste Marret                         |             | Notaire |
| août 1830      | novembre 1834  | Claude Salveton (1771-1839)                  |             | Notaire, juge d'instruction Conseiller général de Brioude (1833 → 1839) |
| novembre 1834  | avril 1835     | M. Bages                                     |             | |
| avril 1835     | mai 1836       | M. Vernière-Rochette                         |             | |
| mai 1836       | octobre 1840   | Paul Maigne                                  |             | Avocat |
| octobre 1840   | mai 1848       | Jean Talairat                                |             | |
| mai 1848       | mai 1848       | Joseph Thomas-Delcher                        |             | |
| mai 1848       | juin 1848      | Jules Maigne                                 |             | |
| juin 1848      | mars 1849      | Jean Faugère                                 |             | |
| mars 1849      | septembre 1849 | Jacques Balthazar Cheminard                  |             | |
| septembre 1849 | novembre 1849  | Jean Merie-Virat                             |             | |
| novembre 1849  | décembre 1851  | Charles Vidal                                |             | |
| décembre 1851  | octobre 1857   | Jean-Baptiste Andrieux                       |             | |
| octobre 1857   | mars 1868      | Pierre Gaubert                               |             | |
| mars 1868      | octobre 1870   | Jean-François Couguet                        |             | |
| octobre 1870   | avril 1871     | Amédée Martinon de Saint-Ferréol (1810-1904) | Républicain | Propriétaire et avocat Ancien député de la Haute-Loire (1849 → 1851) |
| avril 1871     | mai 1871       | Jean-François Couguet                        |             | |
| mai 1871       | juin 1871      | Amable Béraud                                |             | |
| juin 1871      | août 1871      | Amédée Martinon de Saint-Ferréol (1810-1904) | Républicain | Propriétaire et avocat Ancien député de la Haute-Loire (1849 → 1851) Conseiller général de Brioude (1871 → 1886)                                                                              |
| août 1871      | janvier 1872   | Jean Merie                                   |             | |
| janvier 1872   | mai 1876       | Joseph Pierre Pradier-Faurot                 |             | |
| mai 1876       | juin 1876      | Arthur Marsal                                | Républicain | Avocat Conseiller général d'Auzon (1874 → 1887) |
| juin 1876      | août 1876      | Jean Merie                                   |             | |
| août 1876      | octobre 1877   | Amédée Martinon de Saint-Ferréol (1810-1904) | Républicain | Propriétaire et avocat Ancien député de la Haute-Loire (1849 → 1851) Conseiller général de Brioude (1871 → 1886)                                                                              |
| octobre 1877   | janvier 1878   | Claude Petit                                 |             | |
| janvier 1878   | mars 1878      | Amédée Martinon de Saint-Ferréol (1810-1904) | Républicain | Propriétaire et avocat Ancien député de la Haute-Loire (1849 → 1851) Conseiller général de Brioude (1871 → 1886)                                                                              |
| mars 1878      | mars 1878      | M. Taillandier-Prunayre                      |             | |
| mars 1878      | mai 1878       | M. Dollo                                     |             | |
| mai 1878       | juillet 1878   | Amédée Martinon de Saint-Ferréol (1810-1904) | Républicain | Propriétaire et avocat Ancien député de la Haute-Loire (1849 → 1851) Conseiller général de Brioude (1871 → 1886)                                                                              |
| juillet 1878   | septembre 1878 | Claude Petit                                 |             | |
| septembre 1878 | janvier 1879   | Jean Esculier                                |             | |
| janvier 1879   | novembre 1885  | Amédée Martinon de Saint-Ferréol (1810-1904) | Républicain | Propriétaire et avocat Ancien député de la Haute-Loire (1849 → 1851) Conseiller général de Brioude (1871 → 1886)                                                                              |
| novembre 1885  | mars 1887      | Arthur Marsal                                | Républicain | Avocat Conseiller général d'Auzon (1874 → 1887) Décédé en fonction |
| avril 1887     | mai 1888       | Jean Esculier                                |             | |
| mai 1888       | février 1917   | Louis-Antonin Devins (1850-1917)             | Rad.        | Médecin Député de la Haute-Loire (1898 → 1913) Sénateur de la Haute-Loire (1913 → 1917) Conseiller général de Brioude (1887 → 1917) Conseiller d'arrondissement (? → 1887) Décédé en fonction |
| février 1917   | juillet 1918   | Gabriel Monatte                              |             | |
| juillet 1918   | mai 1925       | Pierre Boudon-Latulippe                      | Rad.        | Propriétaire agriculteur Conseiller d'arrondissement (? → 1931) |
| mai 1925       | décembre 1932  | Antoine Bertrand (1853-1935)                 |             | Avoué et juge au tribunal civil |
| décembre 1932  | janvier 1943   | Vincent Chazelet                             | Rad.        | Conseiller général de Brioude (1938 → 1940) Révoqué |
| janvier 1943   | mars 1944      | Clovis Dlion                                 |             | |

### Depuis 1944
Depuis la Libération, neuf maires se sont succédé à la tête de la commune.
| Période         | Période                       | Identité                         | Étiquette | Qualité |
| --------------- | ----------------------------- | -------------------------------- | --------- | --- |
| avril 1944      | septembre 1944                | Joseph Jalenques (1895-1982)     |           | Médecin |
| 4 octobre 1944  | octobre 1947                  | Jean Pradin                      | SFIO      | Contrôleur des PTT Conseiller général de Brioude (1945 → 1949) |
| 31 octobre 1947 | 2 juin 1964                   | Paul Chambriard (1886-1964)      | DVD       | Industriel Sénateur de la Haute-Loire (1946 → 1959) Conseiller général de Brioude (1949 → 1964) Réélu en 1953 et 1959 Décédé en fonction                                                                                       |
| 30 juin 1964    | 26 mars 1971                  | Joseph Jalenques (1895-1982)     | Ind.      | Médecin Réélu en 1965 |
| 26 mars 1971    | mars 1983                     | Louis Eyraud (1922-1993)         | PS        | Vétérinaire et professeur de lycée agricole Député européen (1981 → 1989) Député de la Haute-Loire (2e circ.) (1976 → 1978) Conseiller régional d'Auvergne [Quand ?] Conseiller général de Brioude (1973 → 1985) Réélu en 1977 |
| mars 1983       | mars 1989                     | Jean-Paul Chambriard (1929-1996) | UDF-PR    | Chef d'entreprise Sénateur de la Haute-Loire (1983 → 1996) Conseiller général de Brioude-Nord (1985 → 1996) Réélu à la suite d'une élection municipale partielle                                                               |
| mars 1989       | juin 1995                     | Pierre Chambon (1921-2002)       | PS        | Enseignant retraité, ancien résistant |
| juin 1995       | 26 mai 2020                   | Jean-Jacques Faucher (1944- )    | DVD       | Chef d'entreprise Conseiller général de Brioude-Nord (1996 → 2004) Président de la CC Brioude Sud Auvergne (? → 2020) Président du SYDEC Réélu en 2001, 2008 et 2014                                                           |
| 26 mai 2020     | En cours (au 17 janvier 2023) | Jean-Luc Vachelard, (1955- )     | DVD       | Directeur de lycée retraité Conseiller régional d'Auvergne-Rhône-Alpes (2021 → ) Président de la CC Brioude Sud Auvergne (2020 → )                                                                                             |